# Saint-Nazaire-des-Gardies
Saint-Nazaire-des-Gardies ist eine französische Gemeinde im Département Gard in der Region Okzitanien. Sie gehört zum Kanton Quissac und zum Arrondissement Le Vigan. Sie grenzt im Westen an Durfort-et-Saint-Martin-de-Sossenac, im Nordwesten an Tornac, im Norden an Massillargues-Attuech, im Osten an Canaules-et-Argentières, im Süden an Logrian-Florian und im Südwesten an Saint-Jean-de-Crieulon.

## Bevölkerungsentwicklung
| Jahr      | 1962 | 1968 | 1975 | 1982 | 1990 | 1999 | 2008 | 2017 |
| --------- | ---- | ---- | ---- | ---- | ---- | ---- | ---- | ---- |
| Einwohner | 90   | 100  | 71   | 77   | 64   | 80   | 76   | 83   |